# 笠原清志
笠原 清志（かさはら きよし、1948年8月16日 - ）は、日本の社会学者。跡見学園女子大学学長、立教大学名誉教授。

## 経歴・人物
埼玉県比企郡小川町生まれ。1973年慶應義塾大学商学部卒、1978年から1980年までユーゴスラビアのベオグラード大学経済学部に留学、1981年慶應義塾大学大学院社会学研究科博士課程単位取得修了。1984年「自主管理制度の変遷と社会的統合 ユーゴスラビアにおける企業組織と労組機能に関する研究」で慶應義塾大学より社会学博士の学位を取得。
1986年立教大学社会学部助教授、1991年教授。2006年同経営学部教授、2008年副総長。2012年定年退任、名誉教授。2009年より福島学院大学理事を兼務。2013年跡見学園女子大学マネジメント学部教授。2018年跡見学園女子大学学長。専門は経営組織論、人事管理論。

## 著書
- 『産業社会の展開と社会的統合 統合の危機と組織論的アプローチ』時潮社 1982
- 『自主管理制度の変遷と社会的統合 ユーゴスラビアにおける企業組織と労組機能に関する研究』時潮社 1983
- 『社会主義と個人 ユーゴとポーランドから』集英社新書 2009

### 共編著
- 『自主管理制度と階級-階層構造 ユーゴスラビアにおける社会的調査』編著 時潮社 1982
- 『社会構造の探求 現実と理論のインターフェイス 故下田直春教授追悼論文集』宮内正,西原和久共編 新泉社 1995

### 翻訳
- J.オブラドヴッチ,W.N.ダン編著『参加的組織の機能と構造 ユーゴスラヴィア自主管理企業の理論と実践』監訳 時潮社 1991
- R.エドワード・フリーマン,ダニエル・R.ギルバート, Jr.『企業戦略と倫理の探求』監訳 澤井敦,細萱伸子,井上良介, 庄司貴行訳 文眞堂 1998
- イアン・スマイリー『貧困からの自由 世界最大のNGO-BRACとアベッド総裁の軌跡』監訳 立木勝訳 明石書店 2010
- ベアトリス・アルメンダリズ,マルク・ラビー編『マイクロファイナンス事典』監訳 立木勝訳 明石書店 2016